# Agama tassiliensis
Agama tassiliensis là một loài thằn lằn trong họ Agamidae. Loài này được Geniez, Padial & Crochet mô tả khoa học đầu tiên năm 2011.